# Танопча (приток Полуя)
Танопча — река в Приуральском районе Ямало-Ненецкого АО. Устье реки находится в 218 км от устья реки Полуй по правому берегу. Длина реки составляет 73 км, площадь водосборного бассейна — 1020 км². В 6 км по левому берегу впадает Малая Хойяха, другие притоки: Лымбадъяха, Ёхонояха, Синёнаяха, Хувланяха, Нядэсавэй, Харвота, Япыкаяха и Хэмъяхако — правые, Харвота и Хойяхак — левые.

## Данные водного реестра
По данным государственного водного реестра России относится к Нижнеобскому бассейновому округу, водохозяйственный участок реки — Обь от впадения реки Северная Сосьва до города Салехард, речной подбассейн реки — бассейны притоков Оби ниже впадения Северной Сосьвы. Речной бассейн реки — (Нижняя) Обь от впадения Иртыша.
Код объекта в государственном водном реестре — 15020300112115300033009.